# Gale Bruno van Albada
Gale Bruno van Albada, né le 28 mars 1912 à Amsterdam, aux Pays-Bas, et mort le 18 décembre 1972 dans la même ville, est un astronome néerlandais connu pour ses observations orbitales d'étoiles binaires et ses études sur l'évolution des amas de galaxies,. 

## Biographie
Van Albada a obtenu son doctorat (Ph.D.) avec Antonie Pannekoek à l'Université d'Amsterdam en 1945. Il partageait les idées communistes de Pannekoek et, dans les années 1930, son frère Piet van Albada fut un associé de Marinus van der Lubbe. 
Van Albada fut directeur de l'Observatoire Bosscha, à Java (Indonésie), de mai 1949 à juillet 1958. Le 1er août 1950, il épousa l'astronome Elsa van Dien, qui travaillait à l'époque à l'Observatoire Bosscha. Le couple a eu trois enfants, dont l'un est devenu astronome. 
En raison de la situation politique[pas clair], la famille a dû quitter Java en juillet 1958. En 1960, Van Albada succéda à Herman Zanstra à la tête du département d'astronomie de l'Université d'Amsterdam. 
En 1951, Van Albada devint membre de l'Académie royale néerlandaise des arts et des sciences, dont il démissionna en 1958.  

## Honneurs
Le cratère lunaire van Albada et l'astéroïde de la ceinture principale (2019) van Albada portent son nom. 